# Anthomyia quinquevirgata
Anthomyia quinquevirgata är en tvåvingeart som först beskrevs av Padelle 1900.  Anthomyia quinquevirgata ingår i släktet Anthomyia och familjen blomsterflugor.
Artens utbredningsområde är Tyskland. Inga underarter finns listade i Catalogue of Life.